# Macrovipera mauritanica
Macrovipera mauritanica là một loài rắn trong họ Rắn lục. Loài này được Duméril & Bibron mô tả khoa học đầu tiên năm 1848.
Loài rắn này đạt chiều dài tối đa 180 cm. 
Loài rắn này phân bố ở Tây Bắc Châu Phi: Morocco, Algeria và Tunisia. Loại địa phương là "Algiers", theo Gray (1842), "Algeria" theo Schwarz (1936). Giới hạn ở các vùng ven biển của Algeria. Các hồ sơ ven biển từ Tunisia có thể ám chỉ M. deserti. 

## Hình ảnh

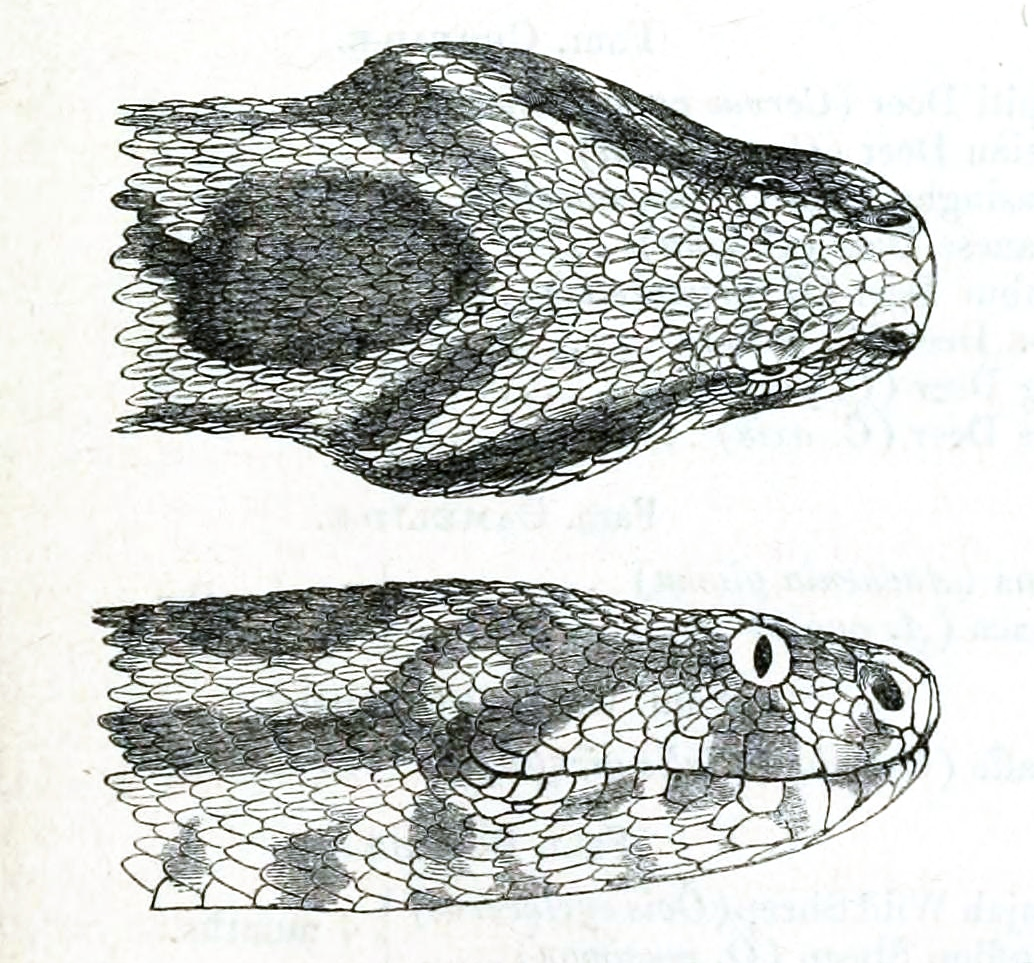
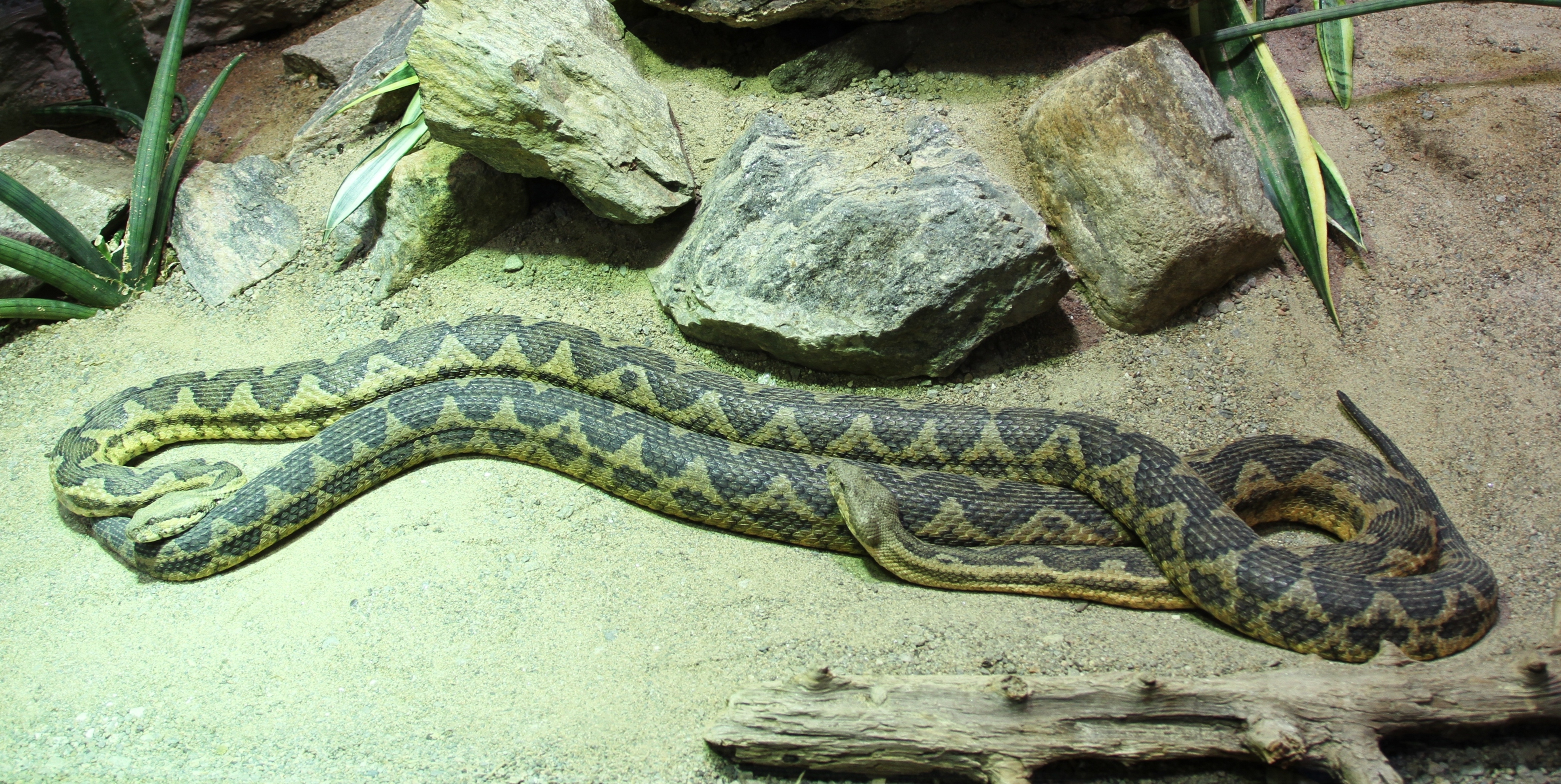
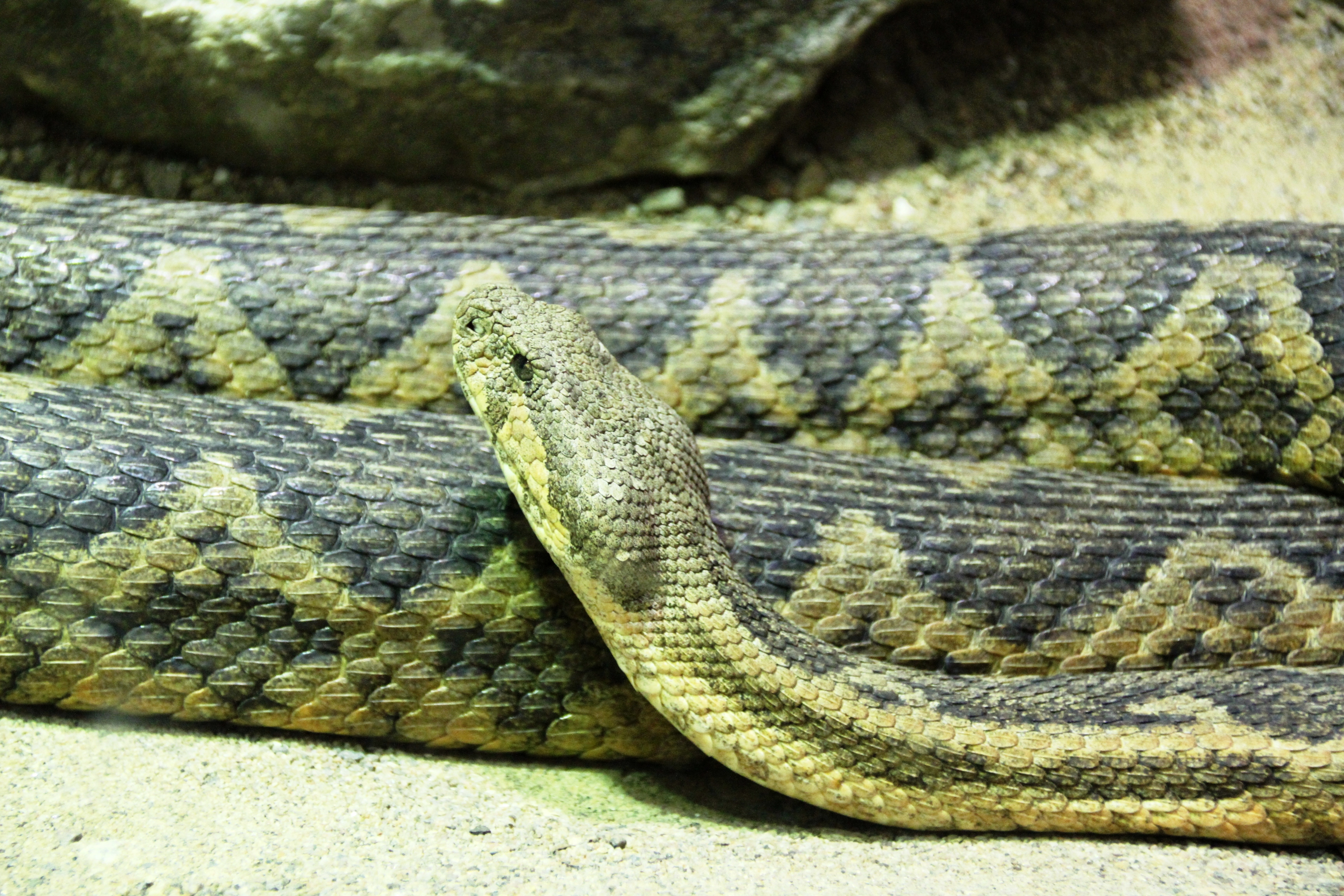